# صلاح زکریا
صلاح زکریا (انگلیسی: Salah Zakaria؛ زادهٔ ۲۴ آوریل ۱۹۹۹) بازیکن فوتبال اهل قطر است.
از باشگاه‌هایی که در آن بازی کرده‌است می‌توان به باشگاه ورزشی الوکره اشاره کرد.